# Посёлок дорожно-ремонтного пункта-3
Посёлок дорожно-ремонтного пункта-3 — посёлок в Троицком административном округе Москвы  (до 1 июля 2012 года был в составе Подольского района Московской области). Входит в состав поселения Щаповское.
Посёлок дорожно-ремонтного пункта-3 расположен у пересечения Московского малого кольца с Варшавским шоссе примерно в 48 км к юго-западу от центра Москвы.

## Население
| 2002 | 2006 | 2010 |
| ---- | ---- | ---- |
| 54   | ↘50  | ↗836 |

Согласно Всероссийской переписи, в 2002 году в посёлке проживало 54 человека (24 мужчины и 30 женщин).